# Pándava

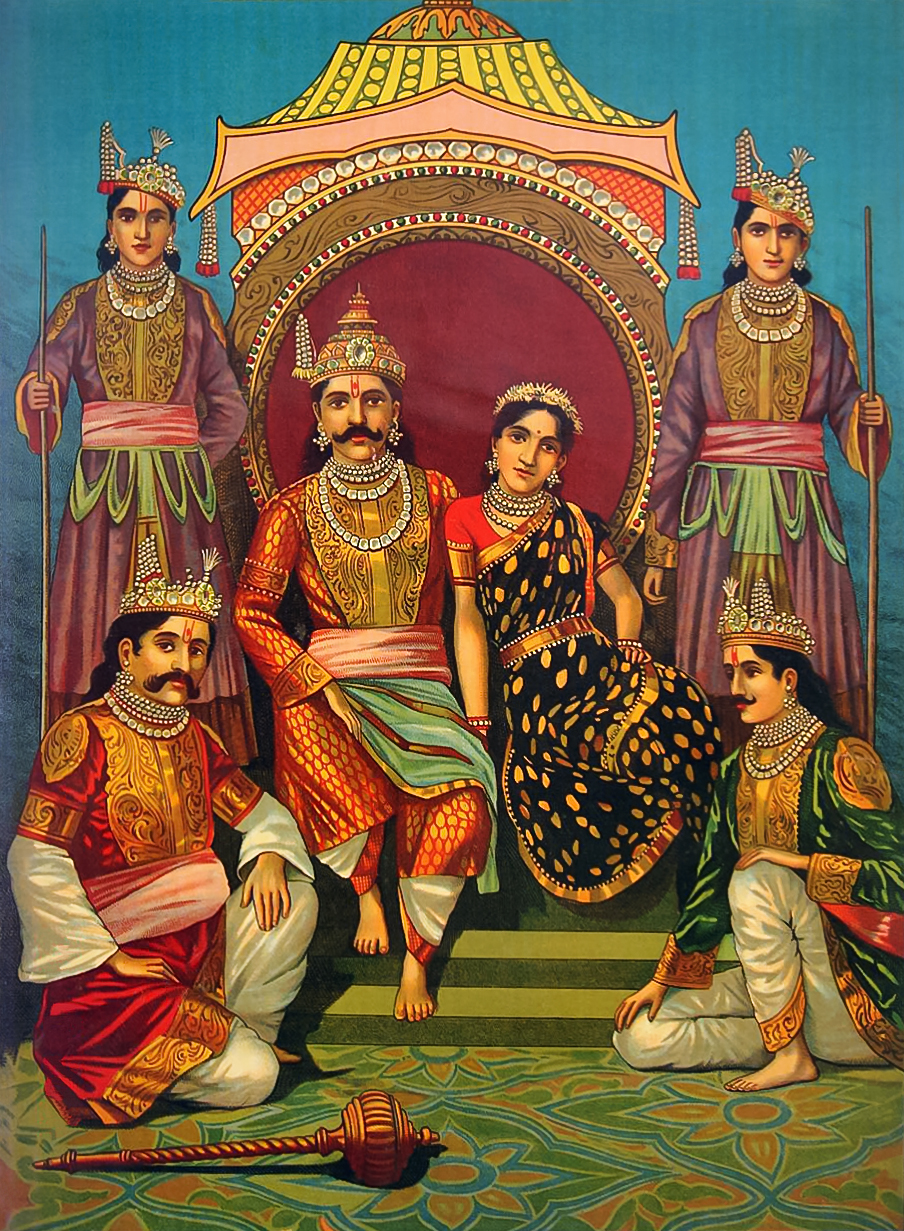
Draupadī y los cinco Pándavas.

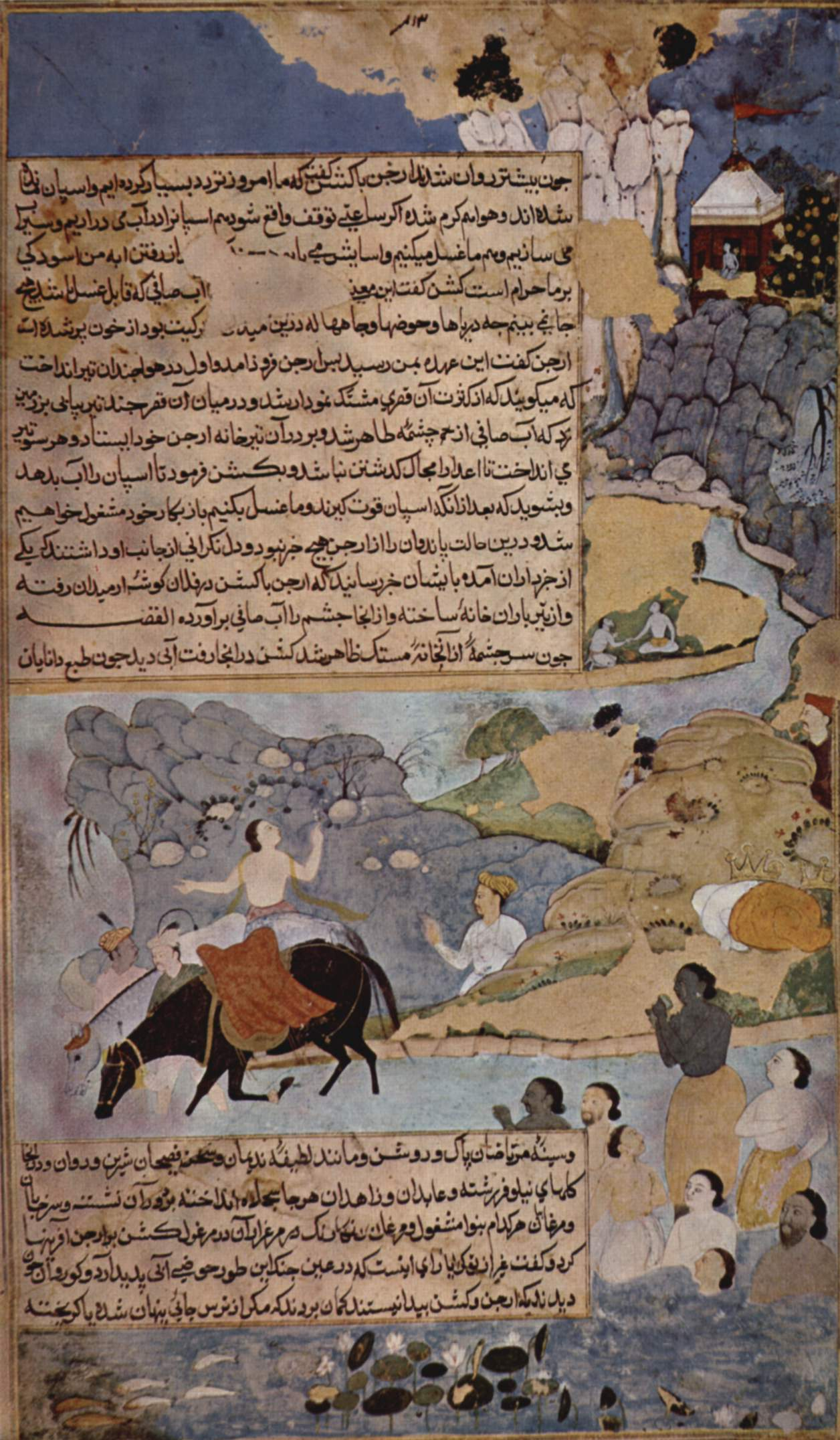
Los hermanos Pándavas con Krisná, en el Razm-nama, una traducción del Mahábharata iniciada por Akbar el Grande en el siglo XVI.

Los cinco hermanos Pándava eran los cinco hijos conocidos del rey Pandú con sus dos esposas Kuntí y Madrí.
Su leyenda se cuenta en el texto épico hindú Majabárat (c. siglo III a. C.; atribuido a Viasa).
- pāṇḍava, en el sistema AITS (alfabeto internacional para la transliteración del sánscrito).
- पाण्डव, en escritura devanagari del sánscrito.
- Pronunciación: /pándava/.[1]
- Etimología: ‘hijos de Pandú’, siendo pāṇḍú: ‘blanco amarillento, pálido, ictérico’, el rey Pandú, de piel pálida.[1]

Los nombres de los cinco hijos de Pandú eran:
1. Iudishtira (en inglés Yudhisthira)
2. Bhimá
3. Áryuna
4. Nakula
5. Sajádeva.

Los cinco hermanos Pándavas se casaron con una misma mujer, Draupadī, y lucharon y sobrevivieron a una guerra contra sus primos (los Kauravas) cuyo punto álgido fue la batalla de Kurukshetra (en el norte de la actual Delhi).
Su distanciado e ignoto medio hermano Karna (hijo de Kuntí antes de casarse con Pandú) luchó contra ellos, siendo muerto por Áryuna.

## Historia
El rey Pandú había soñado con tener a un heredero desde su temprana edad. Sin embargo, este deseo permanecería como un anhelo imposible de alcanzar dado que accidentalmente había asesinado al rishi (‘sabio’) Kindama mientras este tenía relaciones sexuales con su esposa. Como consecuencia de ello, Kindama lo había maldecido para que en el momento que tuviera relaciones sexuales con su esposa, muriera. En su defensa, el rey Pandú afirmaba que él estaba cazando venados para comer (esta leyenda se compuso antes de que la doctrina ajimsa del budismo ingresara en la India y prohibiera el consumo de carne) y que el rishi, gracias a sus poderes místicos, se había convertido (a sí mismo y a su esposa) en venados.
Preocupado, el rey Pandu decide adentrarse a la búsqueda de una solución contra su problema. Fue así como conoce a su primera esposa, Kunti, y se enamora profundamente de ella. Cuando era pequeña, la princesa Kunti, recibe la bendición de Rishi Durwasa, la cual consistía en poder tener un hijo con cualquier Dios al que ella adorara sin la necesidad de haber contraído matrimonio con él. Ésta sería la solución ante el problema del Rey Pandu, y por lo tanto, como representación de su amor, le suplica a su esposa que le conceda un hijo.
Finalmente los tres hijos de Kunti, que serían nombrados los herederos al trono, llegan al mundo:
Iudishtira (de Iamarás, el dios del dharma [el deber religioso]),
Bhimá (de Vaiu, el dios del aire) y Áryuna (de Indra, el rey de los dioses).
No obstante, el rey Pandu decide renunciar a su título como noble y concebir matrimonio por segunda vez con la princesa Madri. Nuevamente le pide a su primera esposa, Kunti, que comparta su bendición con Madri y al poco tiempo llegarían los gemelos Nakula y Sahadevá de los dioses  Ashvins. 
Tras la muerte de Pandu y Madri, Kunti decide tomar responsabilidad por los 5 hijos de Pandu, y los lleva hacia Hastinapura. Desde temprana edad los cinco varones solían tener una excelente relación, y solían permanecer unidos en todo momento.
Kunti, había decidido pedirle ayuda a los reyes de Hastinapura, Dhritarashtra y la reina Gandhari, quienes gratamente los recibieron con los brazos abiertos. Aun así, el príncipe Duryodhana, tenía cierto tipo de rechazo ante los nuevos miembros de la familia dado a su temor gigante de que los Pándavas pudieran quitarle su futuro título como rey. 
El problema principal surge cuando el rey Dhritarashtra, se ve obligado por el pueblo a renunciar a su título y dejarle todo el poder a su sobrino Iudishtira. La ira de Duryodhana comienza a crecer de forma notable y acepta la propuesta de su tío Shakuni para establecer un plan y asesinar a Iudishtira.
Shakuni había comenzado anteriormente con la construcción de un nuevo palacio, Laksha Grija (‘10 000 casas’), en Varnavata, y sus intenciones consistían en invitar Iudishtira a un banquete real, y que a medida que el banquete era servido, el palacio se encendería en llamas. Sin embargo las maléficas intenciones de Duryodhana fueron descubiertas por su tío paterno, Vidura, quien era el mismo hombre que le había sido leal a los Pándavas. Inmediatamente comenzó con la construcción de un túnel, mismo que sería utilizado para sacar a los hermanos antes de que el palacio se incendiara.

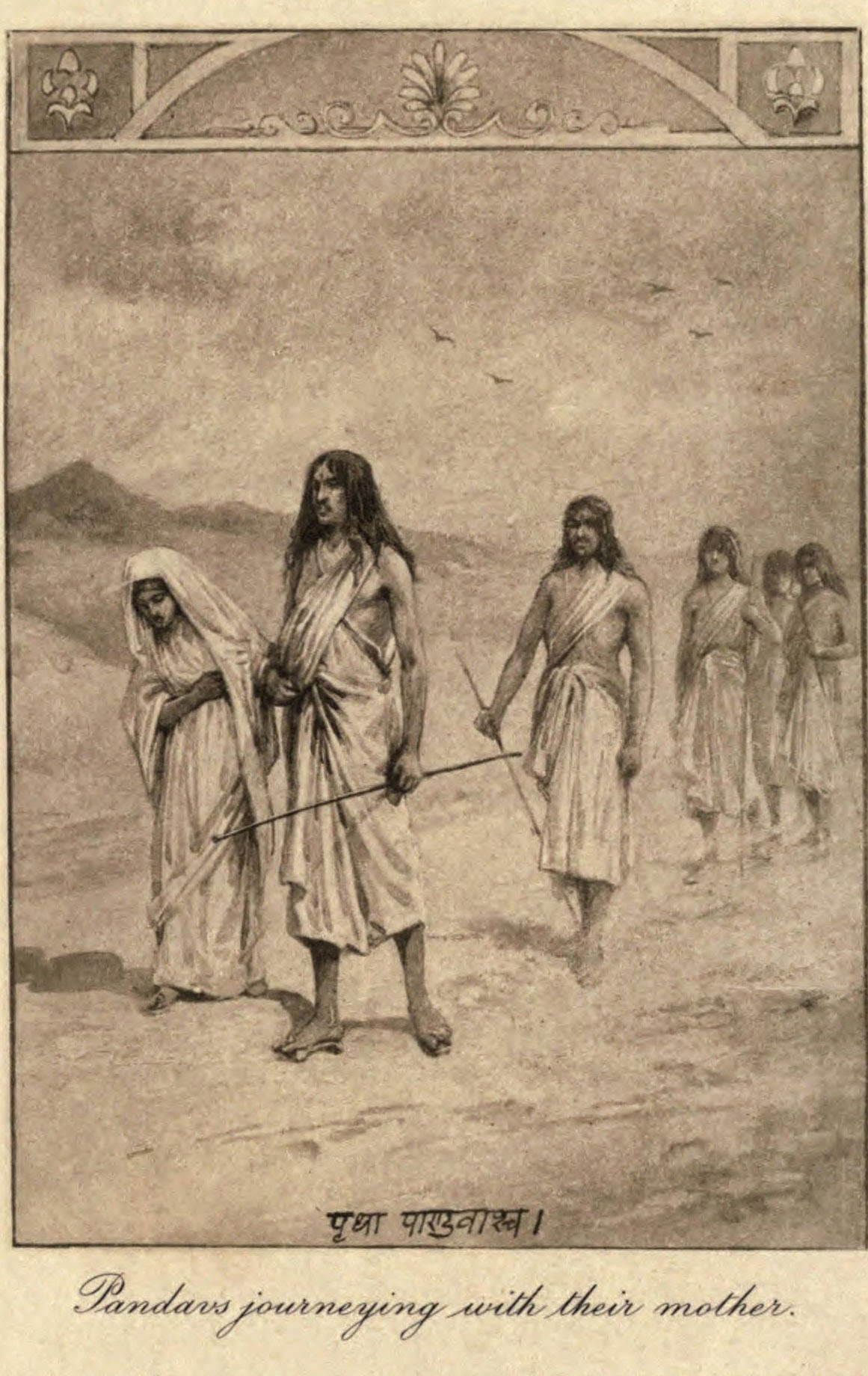
Los Pándavas viajando con su madre.

Tras haber escapado del palacio, los Pándavas deciden comenzar sus nuevas y provisionales vidas en el bosque. Tiempo después se enterarían de que en el reino de Panchala se celebraría un concurso matrimonial suaiam-vara, en el que el ganador obtendría la mano de la hermosa princesa Draupadi.
Los concursos que se llevarían a cabo consistían en demostrar las habilidades en la arquería. Áryuna inmediatamente decide explotar su talento como arquero, y se inscribe en el concurso, para así salir victorioso con el premio mayor. 
Felices, los hermanos regresan a casa para presentarle a su madre la nueva dádiva que habían conseguido. Kunti, sin saber que hablaban de una mujer, demanda que los cinco hermanos compartan dicha dádiva de manera equitativa. A pesar de haber sido un error, los Pándavas se ven en la obligación de cumplir la palabra de su madre. Fue así como los cinco Pándavas terminan por casarse con la princesa Draupadi.
Por otra parte, en el imperio del rey Dhritarashtra, Duryodhana había logrado conseguir el consentimiento de su padre para nombrarlo oficialmente el príncipe. No obstante, el rey se entera justo a tiempo que los cinco Pandavas habían sobrevivido al incidente en el palacio, y por lo mismo vuelve a invitarlos a vivir con ellos. La furia de Duryodhana no solamente consistía en el hecho de que sus primos habían regresado, sino que también su riña se encendería más al ver como Iudishtira nuevamente le quitaba su título por ser el legítimo heredero, tal y como se había declarado previamente. 
La preocupación del consejo comienza a aumentar notoriamente, dado que se pensaba que podría haber una serie de revelación por el constante cambio de poderes, y es así como se llega a la conclusión de que el reino sería dividido en dos partes iguales. La sección fértil, conocida como Hastinapura, sería gobernada por el mismo Rey y su hijo; mientras que Khandavaprastha, siendo la tierra con zonas áridas, sería regularizado por los Pándavas. La probabilidad de que la tierra que se les había asignado diera frutos, era muy baja, pero los cinco hermanos no querían darse por vencidos así de fácil. Meses más tarde, logran lo que se pensaba imposible: desarrollar una tierra lo suficientemente fértil y novedosa para cambiar su nombre a Indraprastha. 
Duryodhana se encontraba extremadamente celoso por la prosperidad que estaban obteniendo y nuevamente acude a Shakuni para desarrollar un plan. Esta vez habían acordado que buscarían quitarle todo a Iudishtira. Las apuestas de dados comenzaron con elementos materiales, y su riqueza; pero esto no era suficiente para contraponer el deseo de venganza de Duryodhana. Tras haber sido persuadido, Iudishtira termina por perder a sus hermanos, a sí mismo y finalmente a su esposa. 
El nuevo y único príncipe de ambos reinos, Duryodhana, demanda que se ponga en custodia a la princesa Draupandi. El traslado hacia la corte fue una humillación total, dado que los hermanos del príncipe se habían encargado de tratarla con violencia y de insultarla constantemente. La desgracia que estaban sufriendo los prisioneros era cada vez más evidente, y los miembros de la corte, quienes estaban relacionados con los Pándavas, sentían lástima por ellos.
Draupadi fue públicamente deshonrada tras el pedido de ser desnudada frente a todos los presentes, y haber perdido cualquier tipo de relación por sus derechos, tal y como se decretaba en la ley del reino. Desesperada por hacer que el malvado príncipe se detuviera, Draupadi comienza a pedirle a Krisna que protegiera su honor; milagrosamente, su rezo fue escuchado por Krisna, quien la escuda al hechizar sus ropas para que tuvieran una longitud infinita.
Inmediatamente el rey Dhritarashtra se asusta y decide disculparse en nombre de su hijo, por miedo a la maldición que podría recaer en la familia; asimismo, todos los bienes que los Pándavas habían perdido en las apuestas son recuperados y los cinco hermanos quedan temporalmente liberados.
Sin embargo, Duriódan reta al ludópata Iudistira a un nuevo juego de dados, en el que pierde nuevamente, enviándolos al exilio por 13 años.